# Ноора Лаукканен
Ноора Лаукканен (фін. Noora Laukkanen, 3 лютого 1993) — фінська плавчиня.
Учасниця Олімпійських Ігор 2008, 2012 років.